# سان مالو

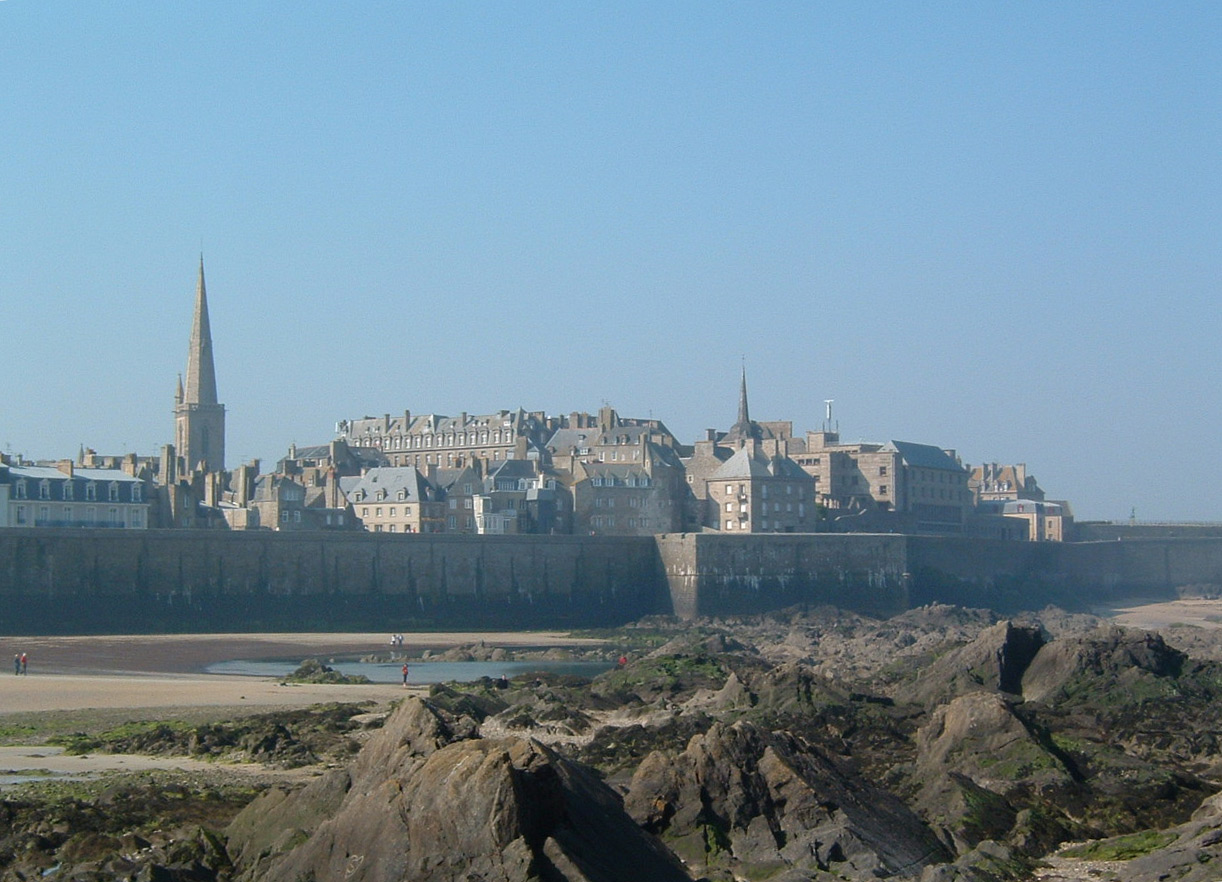
منظر للمدينة المسورة

صنت مهلو أو شنت مهلو أو سان مالو (بالفرنسية: Saint-Malo) هي مدينة ساحلية في منطقة بريتاني (شمال غرب فرنسا)، في منطقة القنال الإنجليزي.

## التركيبة السكانية
يبلغ تعداد سكان مدينة سان مالو مع ضواحيها حوالي 135000 نسمه في حين يزداد عدد السكان ليصل إلى 200000 نسمة مع حلول موسم الصيف، في حين يبلغ عدد سكان مدينة سان مالو وحدها حولي 52,737 نسمة وفقاً لتعداد عام 2007.
كما ان عدد سكان المدينة قد تضاعف ثلاث مرات منذ عام 1962 إذ كان يبلغ 17,137 نسمه في حين بلغ الآن 52,737 نسمة.

## تاريخ المدينة
وكانت سان مالو في العصور الوسطى أرض محصنة عند مصب نهر رانس، ويرجع تأسيس المدينة إلى اثنين من الرهبان قاموا بتأسيسها وهما سانت ارون وسانت بروندان في أوائل القرن 6 الميلادي، أما تسميتها فيرجع لرجل قيل أنه من أتباع الراهب سانت بروندان وهو سان مالو.
وكانت سان مالو طواقه لتأكيد استقلاليتها في التعاملات من السلطات الفرنسية وحتى من السلطة المحلية سلطة بريتون، بين اعوام 1490 - 1493 أعلنت مدينة سان مالو أنها جمهورية مستقلة بذاتها، مع شعار «لا للفرنسية»، «ولا لبريتون» «نعم للمالوين».
في عام 1758 شهدت مدينة سان مالو غارة كبيره من بعثة بريطانية كانت تعتزم الاستيلاء على عليها، ولكن البعثة لم تستطع الاستيلاء على المدينة واحتلت بدلا منها بلدة قريبة من سان مالو وهي بلدة سان سيرفان حيث دمرت 30 سفينه من السفن المسلحة البريطانية قبل مغادرته. 
وفي وقت لاحق تم دمج بلدية سان مالو مع سان سيرفان جنبا إلى جنب مع بارامي، وأصبح المدن الثلاث مجتمعه عباره عن بلدية سان مالو في عام 1967، وكانت سان مالو قد كان لها شرف استضافة القمة الفرنسية البريطانية في عام 1998 مما أدى إلى اتفاق هام بين البلدين بشأن سياسة الدفاع الأوروبية.

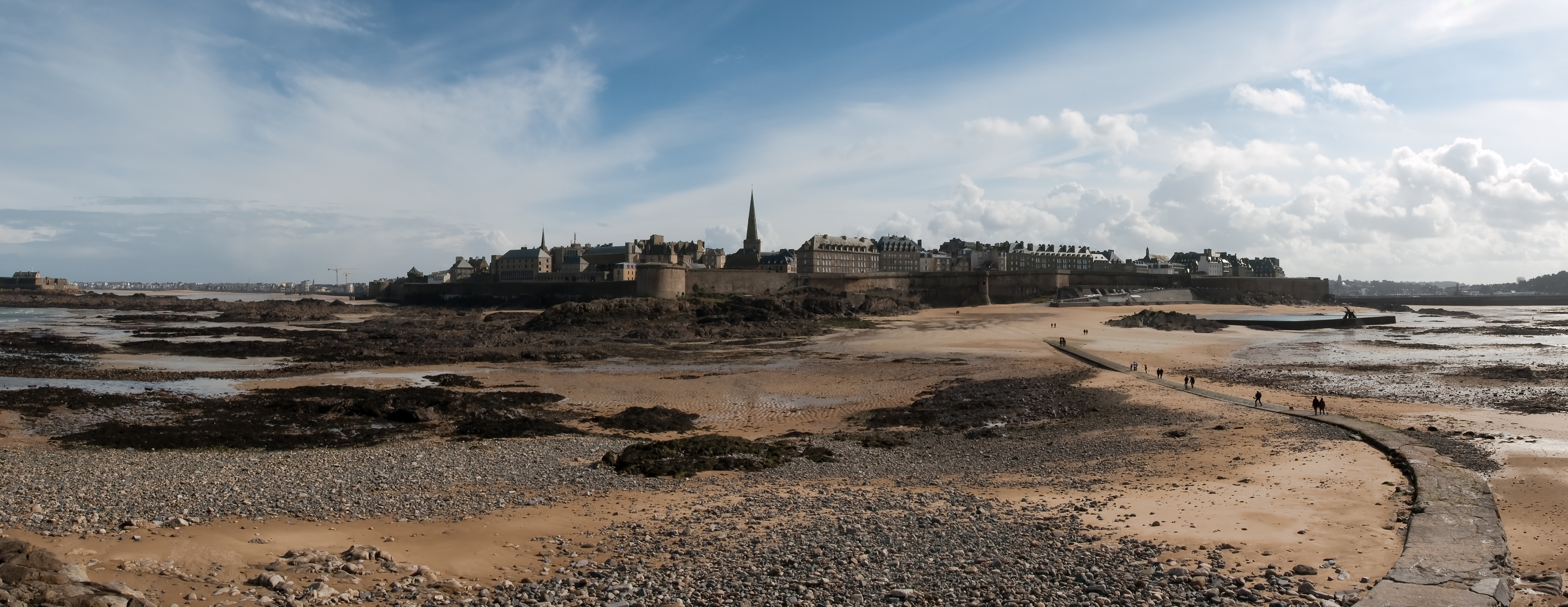
منظر عام لشاطيء المدينة

## الغذاء والنقل في المدينة
تعتبر مدينة سان مالو واحدة من أكبر تجمع المطاعم والمأكولات البحرية في أوروبا إذ تشتهر بالمحار المحلي من قرية من المدينة تسمى كانكال، وكما تعتبر سان مالو محطة مهمه لخدمات المعبر البحري إلى كل من مدينة بول وبورتسموث وايمث الإنجلتزية عن طريق القنال الإنجليزي، كما أن المدينة لديها محطة للسكك الحديدية التي تقدم خدمة مباشرة للقطار فائق السرعة من المدينة إلى العاصمة باريس، وكما انها تملك مطار في بليروتيت وهي قرية صغيرة بالقرب من سان مالو.

## وصلات خارجية
- Town hall's website
- St. Malo: Capital of the corsaires
- Pictures from Saint Malo
- Public transport of Saint-Malo
- Saint-Malo France